# Tour de Ribas
Le Tour de Ribas est une course cycliste disputée en Ukraine. L'épreuve est inscrite depuis 2016 au calendrier de l'UCI Europe Tour.

## Palmarès
| Année     | Vainqueur             | Deuxième           | Troisième          |
| --------- | --------------------- | ------------------ | ------------------ |
| 1995      | Kyrylo Pospyeyev      | Andrey Moskalev    | Valery Makarian    |
| 1996      | Valery Kobzarenko     | Vadim Nanayenko    | Valery Zayets      |
| 1997      | Yuriy Metlushenko     | Valery Kobzarenko  | Valery Makarian    |
| 1998      | Alexei Nakazny        | Yuri Prokopenko    | Alexei Khristanin  |
| 1999      | Anatoliy Varvaruk     | Volodymyr Starchyk | Pyotr Koshelenko   |
| 2000      |                       |                    |                    |
| 2001      | Leonid Timchenko      | Andriy Buchko      | Andrei Petushkov   |
| 2002      | Olexander Dykiy       | Andriy Gladkyy     | Andriy Pryshchepa  |
| 2003      | Oleksandr Surutkovych | Andriy Pryshchepa  | Andriy Gladkyy     |
| 2004      | Oleksandr Surutkovych | Vitaliy Brichak    |                    |
| 2005      | Oleksandr Surutkovych | Andriy Kutalo      | Yuriy Leontenko    |
| 2006      | Andriy Gladkyy        | Lyubomyr Polatayko | Oleksandr Klymenko |
| 2007      | Nicolas Gomenuk       | Alexey Shepilov    | Stanislav Volkov   |
| 2008      | Vitaliy Kondrut       | Ruslan Pidgornyy   | Stanislav Volkov   |
| 2009      | Dmytro Popov          | Andrey Gorkusha    | Roman Vyshnevsky   |
| 2010      | Alexey Shmidt         | Andriy Vasylyuk    | Valery Kobzarenko  |
| 2011      | Artem Tesler          | Volodymyr Dyudya   | Serhiy Grechyn     |
| 2012      |                       |                    |                    |
| 2013      | Branislau Samoilau    | Siarhei Papok      | Roman Romanovich   |
| 2014-2015 |                       |                    |                    |
| 2016      | Andriy Vasylyuk       | Mykhailo Kononenko | Sergiy Lagkuti     |
| 2017      | Sergiy Lagkuti        | Andriy Vasylyuk    | Elchin Asadov      |